# Aeroportul Tainan
Aeroportul Tainan (IATA: TNN, ICAO: RCNN) este un aeroport din 南區⁠(d), Tainan, Taiwan ce deservește zona Tainan. Aeroportul a fost tranzitat în decembrie 2020 de 19.328 de pasageri. A fost deschis în 1936 și numit după zona deservită.
Situat la o altitudine de 20 m, aeroportul dispune de 2 piste. Este operat de Civil Aeronautics Administration⁠(d).

## Infrastructură

### Piste
Aeroportul dispune de 2 piste. Pista 18R/36L are suprafața de beton și dimensiunile 3.050 m × 45 m. Pista 18L/36R are suprafața de beton și dimensiunile 3.050 m × 45 m. 